# Ferraria divaricata
Ferraria divaricata är en irisväxtart som beskrevs av Robert Sweet. Ferraria divaricata ingår i släktet Ferraria och familjen irisväxter. Inga underarter finns listade i Catalogue of Life.

## Bildgalleri

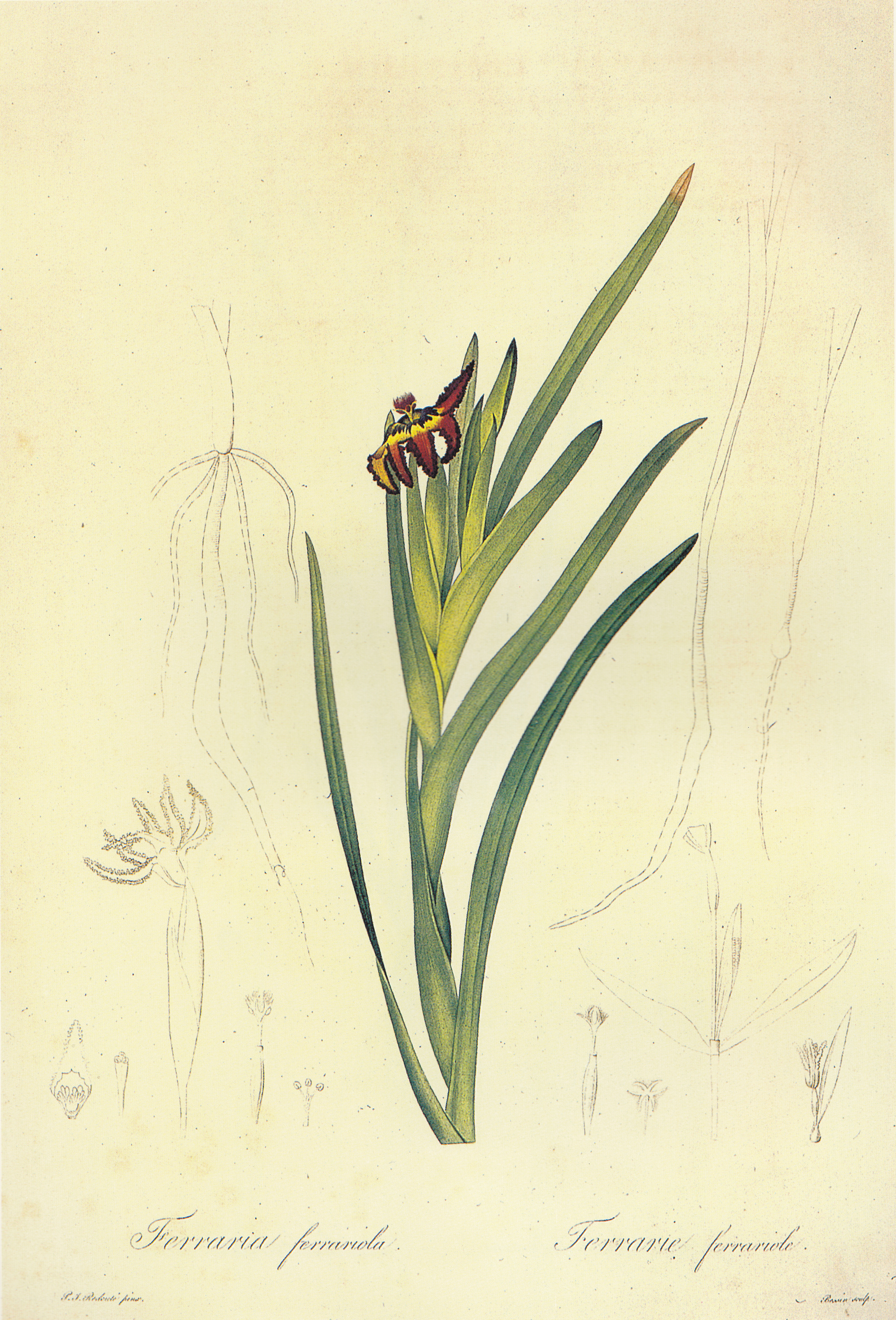